# Versteigerung der UMTS-Lizenzen in Deutschland
Versteigerungen von UMTS-Lizenzen in Deutschland fanden 2000 und 2010 statt. Die Bundesnetzagentur bzw. deren Vorgänger RegTP versteigerte dabei Lizenzen von Frequenzblöcken für eine Nutzung durch das Universal Mobile Telecommunications System an zugelassene Mobilfunkanbieter.

## Versteigerung 2000
Die erste Versteigerung fand zwischen dem 31. Juli und dem 18. August 2000 in den Räumen der damaligen Regulierungsbehörde für Telekommunikation und Post (RegTP; heute: Bundesnetzagentur) in Mainz statt. Versteigert wurden Lizenzen von Frequenzblöcken für eine Nutzung durch das Universal Mobile Telecommunications System. Erlöst wurden insgesamt etwa 50,8 Milliarden Euro, womit die Erlöse in Deutschland absolut höher ausfielen als bei vergleichbaren Auktionen in anderen Staaten.

### Teilnehmer
Zur Versteigerung wurden am 31. Mai 2000 elf Teilnehmer zugelassen:
- DeTeMobil (heute: Telekom Deutschland)
- Mannesmann Mobilfunk (heute: Vodafone)
- E-Plus
- VIAG Interkom (heute: Telefónica Deutschland Holding)
- Debitel
- France Télécom/Mobilcom
- Group 3G
- Auditorium Investments Germany (ursprünglich ein Konsortium aus der E-Plus-Konzernmutter KPN und NTT DOCOMO sowie Hutchison Whampoa, nach der Auktion umfirmiert in die E-plus 3G Luxemburg S.à.r.l.)
- MCI WorldCom
- Vivendi
- Talkline

Bis zum Beginn der tatsächlichen Versteigerung reduzierte sich die Zahl allerdings noch. Folgende Teilnehmer stiegen bereits im Juni komplett aus dem Verfahren aus.
- Vivendi
- Talkline
- MCI WorldCom
- Auditorium Investments Germany (NTT DOCOMO)

Somit traten sieben Teilnehmer an, um eine der insgesamt maximal sechs Lizenzen zu ersteigern.
- DeTeMobil
- Mannesmann Mobilfunk
- Auditorium Investments Germany (E-Plus/KPN und Hutchison Whampoa)
- Viag Interkom
- France Telecom/Mobilcom
- Debitel
- Group 3G

### Ablauf der Versteigerung
Versteigert wurden insgesamt zwölf Frequenzblöcke, wobei für die Lizenzerteilung ein erfolgreiches Gebot in mindestens zwei Blöcken erforderlich war. Maximal konnten einem Bieter drei Blöcke zugeteilt werden. Es waren also vier bis sechs Lizenzen möglich. Am 12. August 2000 stieg der Bieter debitel aus der Versteigerung aus. Die Höchstgebote lagen zu diesem Zeitpunkt bei knapp unter 63 Milliarden DM (32,2 Milliarden EUR). Die verbleibenden sechs Bieter hätten zu diesem Preis letztlich auch das Endresultat bekommen können. Gleichwohl boten verschiedene Firmen in den folgenden Tagen auf drei Frequenzblöcke, um damit die Zahl der späteren Lizenzinhaber von sechs auf fünf bzw. vier zu reduzieren. Erst am 18. August beschränkten sich alle Auktionsteilnehmer auf Gebote auf jeweils zwei Frequenzblöcke, wodurch die Versteigerung beendet wurde.

### Ergebnisse der Versteigerung 2000
Die in Deutschland verfügbaren sechs FDD-Frequenzbänder wurden 2000 wie folgt vergeben:
| Betreiber | Uplink            | Downlink          | Preis                                                  |
| --------- | ----------------- | ----------------- | ------------------------------------------------------ |
| Vodafone  | 1920,3–1930,2 MHz | 2110,3–2120,2 MHz | 16,47 Mrd. DM (8,42 Mrd. €)                            |
| unbelegt  | 1930,2–1940,1 MHz | 2120,2–2130,1 MHz | (16,45 Mrd. DM an Group 3G/Quam; später zurückgegeben) |
| E-Plus    | 1940,1–1950,0 MHz | 2130,1–2140,0 MHz | 16,42 Mrd. DM (8,39 Mrd. €)                            |
| unbelegt  | 1950,0–1959,9 MHz | 2140,0–2149,9 MHz | (16,37 Mrd. DM an Mobilcom; später zurückgegeben)      |
| O2        | 1959,9–1969,8 MHz | 2149,9–2159,8 MHz | 16,52 Mrd. DM (8,45 Mrd. €)                            |
| T-Mobile  | 1969,8–1979,7 MHz | 2159,8–2169,7 MHz | 16,58 Mrd. DM (8,48 Mrd. €)                            |

Das durch die Regulierungsbehörde für die Auktion festgesetzte Mindestgebot für die gesamten FDD-Bänder lag bei 600 Millionen DM (50 Millionen DM pro Fünf-Megahertz-Paket).
Alle Lizenzen waren bzw. sind bis zum 31. Dezember 2020 befristet. Die Lizenznehmer mussten bis zum 31. Dezember 2003 mindestens 25 % und bis zum 31. Dezember 2005 mindestens 50 % der Bevölkerung mit UMTS-Diensten versorgen. Diese Kriterien wurden von Mobilcom und Group 3G nicht erfüllt.

### Auswirkungen der Versteigerung
Die Einnahmen der UMTS-Auktion flossen in den Staatshaushalt, woraufhin Finanzminister Hans Eichel UMTS als „Unerwartete Mehreinnahmen zur Tilgung von Staatsschulden“ erklärte. Die Mobilfunkbetreiber konnten die erworbenen Lizenzen in den Folgejahren abschreiben und somit Gewinn und Steuerlast verringern. Zusätzlich sind für den Ausbau der Netze Kosten in zweistelliger Milliardenhöhe angefallen.
Infolge der hohen Investitionssummen mussten die teilnehmenden Unternehmen Fremdkapital aufnehmen und Zinsen zahlen. T-Mobile hat im Jahr 2004 als erstes Unternehmen ein UMTS-Netz eröffnet. Die hohen Kosten haben Gewinn, Aktienkurs und Rating der Mobilfunkunternehmen, in der Zeit zwischen Versteigerung und Öffnung der Netze, unter Druck gesetzt.
Zu den Gewinnern der Auktion gehören insbesondere Zulieferer wie Nokia und Blackberry, da sie neue Endgeräte vertreiben konnten.

### Debatte um Umsatzsteuer
Mobilfunkfirmen aus zahlreichen europäischen Ländern stellten sich im Anschluss an die Versteigerung auf den Standpunkt, dass es sich bei der Versteigerung dieser Lizenzen um einen der Umsatzsteuer unterliegenden Umsatz gehandelt habe. Daher verlangten sie die Ausstellung einer Rechnung mit Umsatzsteuerausweis und den ihnen daraus zustehenden Vorsteuerabzug. Dies hätte alleine im Falle Deutschlands zu einer Vorsteuererstattung von 13,79 % (also ca. 7 Milliarden Euro) an die Bieter geführt. Die Konsequenzen für die Staatskassen zahlreicher europäischer Länder wären in einem solchen Falle schwerwiegend gewesen.
Der Europäische Gerichtshof entschied jedoch in zwei Musterverfahren, dass die Übertragung der Lizenzen nicht dem Umsatzsteuerrecht unterlegen habe:
1. Rechtssache C-284/04 „T-Mobile Austria et al.“ (Österreich)[6]
2. Rechtssache C-369/04 „Hutchison 3G et al.“ (Großbritannien)[7]

## Andere europäische Länder
Im Vorfeld der deutschen UMTS-Versteigerung waren im Frühjahr 2000 bereits die britischen Lizenzen versteigert worden. Dabei wurde ein Erlös von 22,477 Milliarden Britischen Pfund, etwa 38 Milliarden Euro, erzielt. Relativ pro erreichbarem Einwohner gesehen liegt dieser Betrag sogar noch über dem Ergebnis der deutschen Versteigerung.
In Frankreich wurden die Lizenzen Ende 2000 mittels eines „Schönheitswettbewerbes“ unter Berücksichtigung der von den Anbietern zugesagten Qualitätsmerkmale (Netzabdeckung, Geschwindigkeit des Ausbaus) vergeben. Dabei sollte zunächst ein Festpreis von knapp 5 Milliarden EUR pro Lizenz verlangt werden. Nachdem allerdings sich zu diesem Preis keine drei Interessenten fanden, senkte die Regierung in Paris die geforderte Summe auf 619 Mio. EUR. Das Verfahren zog sich dabei bis ins Jahr 2002, einen Bewerber für die ursprünglich geplante vierte Lizenz gab es später nicht mehr.
Versteigerungen in den Niederlanden, Italien und Österreich erzielten pro erreichbarem Einwohner geringere Erlöse.
| Land           | Preis je Einwohner | Monat der Lizenzvergabe |
| -------------- | ------------------ | ----------------------- |
| Großbritannien | 630 €              | April 2000              |
| Deutschland    | 620 €              | August 2000             |
| Italien        | 200 €              | Oktober 2000            |
| Niederlande    | 160 €              | Juli 2000               |
| Österreich     | 100 €              | November 2000           |

## Versteigerungen in Deutschland 2010
Nach einer Ankündigung der Bundesnetzagentur Anfang Februar 2007 sollten die zurückgegebenen sowie weitere UMTS-Frequenzblöcke 2008 versteigert werden. Zwischen 12. April 2010 und 20. Mai 2010 fand die digitale Versteigerung in 224 Runden statt. Vor Beginn der Auktion hatte
das Unternehmen Airdata gemeinsam mit E-Plus und Telefónica O2 vor dem Kölner Verwaltungsgericht gegen das Vergabeverfahren der Bundesnetzagentur geklagt, was vom Bundesverwaltungsgericht in einem Eilantrag am 7. April 2010 abgewiesen wurde.
Zur Auktion gelangten ungenutzte Funkstrecken des Militärs, nicht mehr benötigte Rundfunkfrequenzen, die von Quam nach Einstellung der Geschäftstätigkeit eingezogene Lizenz sowie die von Mobilcom freiwillig zurückgegebene Lizenz. Unter den Mobilfunkbetreibern besonders begehrt war die sogenannte „Digitale Dividende“, also Frequenzen, die durch die Umstellung auf Digitalen Rundfunk nicht mehr genutzt wurden. Für diese Frequenzblöcke im Bereich von 800 Megahertz wurden bis zuletzt die höchsten Gebote abgegeben. Dabei ging jedoch E-Plus leer aus.
Die Unternehmen Telekom Deutschland, Vodafone D2, E-Plus und Telefónica Germany boten für Frequenzpakete von 360 Megahertz insgesamt 4,38 Mrd. Euro.
Die Unternehmen boten im Einzelnen:
- Vodafone D2 1,43 Mrd. Euro
- Telefónica O2 1,38 Mrd. Euro
- Telekom Deutschland 1,3 Mrd. Euro
- E-Plus 0,283 Mrd. Euro

Das Auktionsergebnis lag noch unter den vorsichtigen Prognosen, die zwischen 5 Mrd. und 8 Mrd. Euro lagen.
Die ursprünglich von Quam und Mobilcom ersteigerten Lizenzen wurden halbiert (jeweils 4,95 MHz in Uplink und Downlink), und runden nun die im Frequenzband darunter bzw. darüber liegenden Bänder der anderen Anbieter ab: Die Quam-Lizenz wurde aufgeteilt zwischen Vodafone und E-Plus, die Mobilcom-Lizenz wurde aufgeteilt zwischen E-Plus und O2.